# Диссоциальное расстройство личности
Диссоциа́льное (антисоциа́льное) расстро́йство ли́чности (от др.-греч. δυσ- — приставка, означающая отрицание, затруднённость и т. п. + социальность; устаревшие названия — психопа́тия, социопа́тия) — расстройство личности, характеризующееся антисоциальностью, игнорированием социальных норм, импульсивностью, отчуждённостью, и сложностью общения с людьми, иногда в сочетании с агрессивностью и крайне ограниченной способностью формировать привязанности.
В последнем издании американского руководства по психическим расстройствам DSM-5 отмечается, что «психопатия» (англ. psychopathy) и «социопатия» (sociopathy) являются синонимами антисоциального расстройства личности.

## Диагноз

### МКБ-10
Диагностические критерии из адаптированной для использования в России версии Международной классификации болезней 10-го пересмотра МКБ-10 (общие диагностические критерии расстройств личности, соответствие которым должно быть у всех подтипов расстройств):

Состояния, не объясняющиеся прямым образом обширным повреждением или заболеванием мозга или другим психическим расстройством и удовлетворяющие следующим критериям:
- а) заметная дисгармония в личностных позициях и поведении, вовлекающая обычно несколько сфер функционирования, например аффективность, возбудимость, контроль побуждений, процессы восприятия и мышления, а также стиль отношения к другим людям; в разных культуральных условиях может оказаться необходимой разработка специальных критериев относительно социальных норм;
- б) хронический характер аномального стиля поведения, возникшего давно и не ограничивающегося эпизодами психической болезни;
- в) аномальный стиль поведения является всеобъемлющим и отчётливо нарушающим адаптацию к широкому диапазону личностных и социальных ситуаций;
- г) вышеупомянутые проявления всегда возникают в детстве или подростковом возрасте и продолжают своё существование в периоде зрелости;
- д) расстройство приводит к значительному личностному дистрессу, но это может стать очевидным только на поздних этапах течения расстройства;
- е) обычно, но не всегда, расстройство сопровождается существенным ухудшением профессиональной и социальной продуктивности.

— Международная классификация болезней (10-й пересмотр), адаптированный для использования в Российской Федерации — /F60/ Специфические расстройства личности. Диагностические критерии
Для отнесения расстройства личности к одному из определённых в МКБ-10 подвидов (для постановки диагноза большей части подтипов) необходимо, чтобы оно удовлетворяло по крайней мере трём определённым для этого вида критериям.
Диагностические критерии из официальной, международной версии МКБ-10 от Всемирной организации здравоохранения (общие диагностические критерии расстройств личности, соответствие которым должно быть у всех подтипов расстройств):

- G1. Указание на то, что характерные и постоянные типы внутренних переживаний и поведения индивидуума в целом существенно отклоняются от культурально ожидаемого и принимаемого диапазона (или «нормы»). Такое отклонение должно проявляться более чем в одной из следующих сфер:
  - 1) когнитивная сфера (то есть характер восприятия и интерпретации предметов, людей и событий; формирование отношений и образов «Я» и «другие»);
  - 2) эмоциональность (диапазон, интенсивность и адекватность эмоциональных реакций);
  - 3) контролирование влечений и удовлетворение потребностей;
  - 4) отношения с другими и манера решения интерперсональных ситуаций.

- G2. Отклонение должно быть полным в том смысле, что отсутствие гибкости, недостаточная адаптивность или другие дисфункциональные особенности обнаруживаются в широком диапазоне личностных и социальных ситуаций (то есть не ограничиваясь одним «пусковым механизмом» или ситуацией).
- G3. В связи с поведением, отмеченном в пункте G2, отмечается личностный дистресс или неблагоприятное воздействие на социальное окружение.
- G4. Должны быть данные о том, что отклонение является стабильным и длительным, начинаясь в старшем детском или подростковом возрасте.
- G5. Отклонение не может быть объяснено как проявление или последствие других психических расстройств зрелого возраста, хотя эпизодические или хронические состояния из секций от F0 до F7 настоящей классификации могут существовать одновременно с ним или возникать на его фоне.
- G6. В качестве возможной причины отклонения должны быть исключены органическое заболевание мозга, травма или дисфункция мозга (если выявляется такая органическая обусловленность, следует использовать рубрику F07).

Оригинальный текст (англ.)
- G1. Evidence that the individual's characteristic and enduring patterns of inner experience and behaviour deviate markedly as a whole from the culturally expected and accepted range (or 'norm'). Such deviation must be manifest in more than one of the following areas:
  - (1) cognition (i.e. ways of perceiving and interpreting things, people and events; forming attitudes and images of self and others);
  - (2) affectivity (range, intensity and appropriateness of emotional arousaland response);
  - (3) control over impulses and need gratification;
  - (4) relating to others and manner of handling interpersonal situations.

- G2. The deviation must manifest itself pervasively as behaviour that is inflexible, maladaptive, or otherwise dysfunctional across a broad range of personal and social situations (i.e. not being limited to one specific 'triggering' stimulus or situation).
- G3. There is personal distress, or adverse impact on the social environment, or both, clearly attributable to the behaviour referred to under G2.
- G4. There must be evidence that the deviation is stable and of long duration, having its onset in late childhood or adolescence.
- G5. The deviation cannot be explained as a manifestation or consequence of other adult mental disorders, although episodic or chronic conditions from sections F0 to F7 of this classification may co-exist, or be superimposed on it.
- G6. Organic brain disease, injury, or dysfunction must be excluded as possible cause of the deviation (if such organic causation is demonstrable, use category F07).

— Международная классификация болезней (10-й пересмотр) — /F60/ Специфические расстройства личности. Диагностические критерии
Личностное расстройство, обычно обращающее на себя внимание грубым несоответствием между поведением и господствующими социальными нормами, характеризующееся следующим (диагностируется при наличии общих диагностических критериев расстройства личности по трём и более критериям):
- а) бессердечное равнодушие к чувствам других;
- б) грубая и стойкая позиция безответственности и пренебрежения социальными правилами и обязанностями;
- в) неспособность поддерживать взаимоотношения при отсутствии затруднений в их становлении;
- г) крайне низкая способность выдерживать фрустрацию, а также низкий порог разряда агрессии, включая насилие;
- д) неспособность испытывать чувство вины и извлекать пользу из жизненного опыта, особенно наказания;
- е) выраженная склонность обвинять окружающих или выдвигать благовидные объяснения своему поведению, приводящему субъекта к конфликту с обществом.

В качестве дополнительного признака может иметь место постоянная раздражительность. В детском и подростковом возрасте подтверждением диагноза может служить расстройство поведения, хотя оно и необязательно.
Примечание: Для этого расстройства рекомендуется учитывать соотношение культурных норм и региональных социальных условий для определения правил и обязанностей, которые игнорируются пациентом. Так как в случае однократного нарушения обществом устоявшихся норм, все люди, которые были таким образом обмануты, больше не считают общество порядочным в плане дальнейшего исполнения оставшихся норм.
Включаются:
- социопатическое расстройство;
- социопатическая личность;
- аморальная личность;
- асоциальная личность;
- антисоциальное расстройство;
- антисоциальная личность;
- психопатическое расстройство личности.

Исключаются:
- расстройства поведения (F91.х);
- эмоционально неустойчивое расстройство личности (F60.3-)[8].

### DSM-IV и DSM-5
Для диагностирования антисоциального расстройства личности по DSM-IV-TR и DSM-5 необходимо, кроме общих критериев расстройства личности, наличие трёх или более из нижеперечисленных пунктов:
1. Неспособность соответствовать социальным нормам, уважать законы, проявляющаяся в систематическом их нарушении, приводящем к арестам.
2. Лицемерие, проявляющееся в частой лжи, использовании псевдонимов, или обмане окружающих с целью извлечения выгоды.
3. Импульсивность или неспособность планировать заранее.
4. Раздражительность и агрессивность, проявляющиеся в частых драках или других физических столкновениях.
5. Рискованность без учёта безопасности для себя и окружающих.
6. Последовательная безответственность, проявляющаяся в повторяющейся неспособности выдерживать определённый режим работы или выполнять финансовые обязательства.
7. Отсутствие сожалений, проявляющееся в безразличном отношении к причинению вреда другим, дурном обращении с другими или воровстве у других людей.

По критерию B данный диагноз ставится только совершеннолетним. Критерий C — должно быть свидетельство тех же симптомов, присутствовавших в возрасте до 15 лет. Антисоциальное поведение должно отмечаться не только в течение эпизодов шизофрении или мании.

### Другое
Теодор Миллон предложил 5 подтипов диссоциального расстройства личности. Однако они не признаются в DSM и МКБ. 
| Подтип                                                         | Черты |
| -------------------------------------------------------------- | --- |
| Кочевные социопаты (включает шизоидные и избегающие черты)     | Бродяги, искатели приключений, странники. Они обычно быстро адаптируются в трудных ситуациях, проницательны и импульсивны.                                   |
| Злобные социопаты (включает садистские и параноидальные черты) | Воинственные, злобные, садистские, жестокие, предвидящие предательство и желающие мести, бесстрашные. Многие серийные убийцы соответствуют данным критериям. |
| Алчные социопаты (включает пассивно-агрессивные черты)         | Хищный, лживый. завистливый, ищет больше выгоды, скупой и жадный, любит богатство и власть, ненасытен.                                                       |
| Рискованный социопат (включает истерические черты)             | Бесстрашный, азартный, смелый, дерзкий, безрассудный, преследует небезопасную активность.                                                                    |
| Социопат-защитник репутации (включает нарциссические черты)    | Имеет потребность быть неукротимым и грозным. Непримирим, когда его статус подвергается сомнению. Чрезмерно реагирует на беды.                               |

## Описания различными авторами
В работах Петра Борисовича Ганнушкина о конституциональных психопатиях аналогом диссоциального расстройства личности выступает «антисоциальная психопатия».
Доктор философии по экспериментальной психологии, известный исследователь в области криминальной психологии, Роберт Д. Хаэр использует в своих работах слово «психопат» для обозначения людей с данным типом расстройства личности.

### Мак-Вильямс
В работах Нэнси Мак-Вильямс диссоциальное расстройство личности описывается в рамках понятия «психопатическая личность» и его синонима «антисоциальная личность». Мак-Вильямс описывает данное расстройство личности как основанное на глубинной неспособности (или крайне ослабленной способности) формировать привязанности к другим людям, в том числе к собственным родителям и детям. С её точки зрения, социопат не видит привязанностей и между другими людьми и интерпретирует их взаимоотношения исключительно как взаимную манипуляцию. В соответствии со своим восприятием общества социопат строит и свои отношения с окружающими людьми: на манипуляциях, ради удовлетворения собственных желаний. Так как привязанностей у социопата нет, чужие потребности и желания для него не имеют никакой ценности и он действует, ориентируясь только на свои собственные. Так как он не ожидает, что кто-то будет учитывать его собственные потребности, единственный долгосрочный план по обеспечению безопасного сосуществования с обществом, который он может выстроить, — это «заставить всех его слушаться». От окружающих социопат ожидает того же и, как следствие, не видит долговременной пользы от соблюдения социальных норм, в том числе и юридически закреплённых: общественные нормы и нормы морали воспринимаются антисоциальным психопатом как средства принуждения и манипуляции. Социопаты, не смущаясь, лгут и совершают противоправные действия. В большинстве случаев ими движет своя собственная выгода/невыгода, но лишь в краткосрочном плане. Действуют импульсивно и не склонны к планированию. Ограничения свободы и исполнения их желаний воспринимают тяжело, стараются препятствовать этому доступными им методами, в основном с помощью угроз или применения физической силы. Отказ от применения силовых методов воспринимают как слабость. Могут некоторое время производить крайне положительное впечатление, чтобы впоследствии использовать его для своей выгоды. Не испытывают угрызений совести, а точнее не обладают совестью или обладают ей в крайне недоразвитой форме (развитие совести непосредственно связано с формированием чувства привязанности).
Важно понимать, что такие люди вполне «понимают» социальные нормы, но игнорируют их. Они способны взаимодействовать с обществом по его правилам, но не испытывают потребности в этом и плохо контролируют собственную импульсивность.

### Эрик Берн
Согласно определению Эрика Берна, социопаты бывают двух типов:
1. Первый тип, латентный или пассивный социопат, большую часть времени ведет себя вполне прилично, принимая руководство какого-нибудь внешнего авторитета, например религии или закона, или привязываясь временами к какой-нибудь более сильной личности, рассматриваемой как идеал (речь идет здесь не о тех, кто пользуется религией или законом для направления совести, а о тех, кто пользуется такими доктринами вместо совести). Эти люди руководствуются не обычными соображениями приличия и человечности, а всего лишь повинуются принятому ими истолкованию того, что написано в «книге».
2. Второй тип — активный социопат. Он лишен как внутренних, так и внешних задержек. Если и может на некоторое время усмирить себя и надеть маску добропорядочности (особенно в присутствии значимых лиц, ожидающих от него приличного и ответственного поведения), то как только такие социопаты оказываются вне досягаемости авторитетных для них личностей, требующих хорошего поведения, они тотчас перестают себя сдерживать.

К характерным видам девиантного поведения при социопатии могут относиться:
- прямо криминальные — сексуальные нападения на людей, убийства из хулиганских побуждений или мошенничества;
- формально не наказуемые или сложно доказуемые, порицаемые обществом — неадекватное поведение водителей на дороге, целенаправленное уклонение от исполнения обязанностей на работе, мелкие пакости окружающим, травля, обесценивание, оговоры, тайные заговоры с целью получения богатства, влияния и власти против других людей, мошенничества. «Некриминальные» социопаты, тем не менее, не заботятся об опасности или добавочном труде, которые выпадут из-за них на долю других людей, и равнодушны к их возможным потерям.

## Эпидемиология
Диссоциальное расстройство личности наблюдается у 3—30 % пациентов, проходящих амбулаторное лечение. Эта оценка потому приблизительна, что распознавание психопатов до сих пор — сложная задача, обученных специалистов недостаточно, а "тихие" психопаты не привлекают внимание, остерегаются проблем с законом и не появляются на приёме у психотерапевта. Распространенность этого расстройства ещё выше в отдельных группах населения, таких как заключённые тюрем, в которых преобладают лица, совершившие насильственные преступления или среди менеджеров высшего звена, крупных бизнесменов и политиков, актёров. В исследовании 2002 года, посвящённом психическим расстройствам среди заключенных, указывается, что 47 % заключенных-мужчин и 21 % заключённых-женщин имели диссоциальное расстройство личности. Также распространённость данного расстройства выше среди пациентов, участвующих в программах лечения алкоголизма или других наркотических зависимостей, чем в среднем у населения. "Пассивные" психопаты, как правило, хорошо поддавались в юности "социальной дрессировке" и не демонстрируют девиации поведения, формально придерживаясь общественных норм.

## Сопутствующие проблемы
Антисоциальные психопаты нетерпеливы и раздражительны. Им тяжело произвольно удерживать внимание на чём-то одном. Как следствие, имеют значительные трудности с обучением, не склонны к систематическому труду. Могут часто критиковать других, но никогда — себя; предпочитают списывать свои ошибки на обстоятельства и окружающих. Социопаты также зачастую не отдают себе отчёт в своих эмоциях, особенно негативных, и по сути не испытывают их. Это связано с тем, что у них сильно развито «отыгрывание».
Черты личности антисоциальных психопатов часто приводят их к совершению преступлений, и как следствие к пребыванию в тюрьме, однако они практически никогда не сожалеют о совершении преступления, а только о том, что попались на этом. Также могут самореализовываться в качестве лидеров преступных и мошеннических групп, а также сект (хотя последнее более свойственно людям с бредовыми расстройствами). Нередко становятся наркоманами или злоупотребляют алкоголем, но не столько потому, что избегают реальности, сколько потому, что потворствуют своим желаниям.

## Этиология и патогенез
Причины до настоящего времени достоверно не выявлены. Существуют диаметрально противоположные точки зрения, согласно одной из которых социопатия является наследственным заболеванием или следствием генетического дефекта (возможно, мутации), согласно другой — причины развития социопатии у индивида лежат исключительно в проблемах воспитания и социальной среды. Большинство психологов занимает по этому вопросу промежуточную позицию, склоняясь в зависимости от своих убеждений в ту или иную сторону. Существенное влияние может оказать наличие сопутствующих психических расстройств (психозы, шизофрения, олигофрения), а также наличие в анамнезе черепно-мозговых травм.
Социопатия может развиться в результате органического личностного расстройства.
При нормальном развитии индивиды сталкиваются с тем, что сигналы страдания со стороны других людей вызывают у них активацию механизма ингибирования насилия (VIM). При этом они зачастую могут примерить на себя роль жертвы и понять её состояние (эмпатия). Таким образом возникает ассоциация сигнала страдания с представлениями о состоянии жертвы. Вырабатывается условный рефлекс, активирующий VIM, в результате чего индивид становится способным проявлять эмпатический отклик лишь подумав о чужом страдании. Так, демонстрация кадров, на которых жертвы насилия рассказывали о своём опыте, при этом не выдавая никаких сигналов страдания, вызывала физиологический отклик у зрителей.
Аналогично обстоит дело и с ингибированием насилия. Ещё в детстве нормально развивающийся индивид при каждой попытке совершить действия насильственного характера будет сталкиваться с активацией VIM ввиду соответствующей реакции жертвы. Со временем к этому начнёт приводить даже сама мысль о насилии и вероятность проявления насильственного поведения индивидом будет постепенно падать.
Также активация VIM выступает медиатором в исполнении задачи различия проступков морального и социального характера. Но для этого необходимо предварительно получить повторяющийся опыт, демонстрирующий моральные проступки — действия, состоящие в причинении людям вреда. Ассоциация моральных проступков с последующими сигналами страдания со стороны жертв в итоге приведёт к выработке у индивида условного рефлекса, активирующего VIM. В свою очередь, социальные проступки, которые не ведут к причинению кому-либо вреда, а лишь состоят в нарушении обусловленных общественных норм, не будут ассоциироваться с сигналами страдания, а значит соответствующий опыт не приведёт к выработке условного рефлекса. Именно так индивид станет способным определять моральные проступки проводя причинный анализ действий, который будет показывать их связь с сигналами страдания и соответствующим отторжением, вызванным активацией VIM.
Индивид без VIM может оценивать моральный проступок как плохое действие в том случае, если ему кто-то скажет, что это плохо (родители, сверстники). Но в своей оценке он будет ссылаться на слова других людей, при этом не понимая связи между моральным проступком и сигналами страдания.
Модель VIM разработал нейробиолог Джеймс Блэр в попытке объяснить возникновение психопатии. И в подтверждение своей модели он приводит множество соответствующих свидетельств. Дети с предрасположенностью к психопатии и взрослые психопаты демонстрируют плохую способность к различию проступков морального и социального характера. Это же касается и детей с поведенческими расстройствами. В дополнение, и в соответствии с VIM, взрослые психопаты демонстрируют низкий уровень осмысления ситуаций, которые могут вызывать вину, но при этом они демонстрируют нормальное осмысление счастья, печали и даже сложных социальных эмоций, таких как смущение. Более того, что прямым образом подтверждает прогноз модели VIM, дети и взрослые с психопатией демонстрируют явные нарушения в распознавании выражений грусти и страха.
Возникновение нарушения эмпатического отклика Блэр объясняет дисфункцией миндалевидного тела (амигдалы) — области мозга, играющей ключевую роль в формировании эмоций. Но психопаты не похожи на других пациентов с поражением амигдалы. Функции, за которые она отвечает, например образование ассоциаций стимулов и вознаграждений, а также определённых аспектов социального познания, лишь мягко или совсем не нарушены у лиц с психопатией. Причиной этому может быть наличие у них генетической аномалии, которая вместо того, чтобы приводить к обширной дисфункции амигдалы, действует точечно, нарушая работу отдельных нейротрансмиттеров. Конечно, пока что остаётся неясным, каких именно.
По исследованию генетического риска возникновения психопатии у 7-летних детей, наличие у них одновременно и черт бесчувствия-бессердечия, и антисоциального поведения имеет крайне высокий уровень наследственности — 81%. При этом в случае наличия у детей только антисоциального поведения наблюдается умеренный уровень наследственности — 30%. Разница между этими двумя группами детей состоит в том, что представители первой группы, у которых наблюдаются черты бесчувствия-бессердечия, способны именно на преднамеренное антисоциальное поведение и насилие. Они имеют высокий риск развития психопатии и склонности к насильственной преступности во взрослом возрасте, а также тяжело поддаются воспитательным мерам. Их состояние более усугублённое, нежели состояние детей из второй группы, чьи проблемы с поведением не настолько серьёзны и долгосрочны. Согласно другому исследованию, устойчивость реактивной агрессии, возникающей как реакция субъекта на фрустрацию или угрозу (защитная агрессия тоже относится к реактивной), может быть объяснена в почти равной степени генетически (48%), а также влиянием среды — общим (11%) и раздельным (41%). Однако устойчивость проактивной агрессии, т. е. использования агрессивных действий для осуществления тех или иных стремлений и преднамеренного причинения вреда людям, была преимущественно генетически (85%) опосредована. Также стоит упомянуть, что в более взрослом возрасте всё ещё сохраняется сильная генетически опосредованная устойчивость черт бесчувствия-бессердечия. Так, между 17 и 24 годами она составляет 58%.

## Терапия
Практически никогда самостоятельно не приходят к психотерапевтам и практически не способны формировать критически важный для многих терапий (прежде всего психоаналитической) рабочий альянс с терапевтом. Однако порой ощущают, что отношения других людей, по-видимому, построены на иных принципах, чем у них, и как следствие нехватку в себе чего-то важного, что, в конце концов, может привести их на сеанс к психологу.
Некоторые также ощущают, что психоаналитики специально пытаются дискредитировать их в глазах окружающих, навязывая последним их образ как сумасшедшее лицо, которое без перерыва хочет напасть, изнасиловать, ограбить или произвести акты издевательства, вследствие чего ведут себя крайне агрессивным образом в отношении любого, кто попробует применить к ним стандартный психоанализ.
Для коррекции импульсивности могут использоваться нормотимики, седативные нейролептики.